# Costică Toma
Costică Toma (n. 1 ianuarie 1928, Brăila, România – d. 13 mai 2008, București, România) a fost un fotbalist și antrenor român care a jucat pe postul de portar.

## Cariera ca jucător
Toma a început fotbalul în 1940, când a jucat pentru FC Suter pe postul de atacant. După ce a jucat la echipa de tineret Capșa București, s-a mutat la Iași. A jucat numai un sezon la CS Armata, și după două luni la CA Câmpulung Moldovenesc, a semnat cu Steaua București. A jucat doisprezece ani pentru clubul Armatei. A avut o rivalitate faimoasă și de fair-play cu Ion Voinescu. Se spune că Toma și Voinescu au format cel mai bun cuplu de portari pe care i-a avut un club de fotbal românesc. Toma are 16 selecții la echipa națională de fotbal a României și este inclus în echipa de aur a clubului de fotbal Steaua București.

### Titluri la Steaua
- De 5 ori Campion al României cu Steaua (1952, 1953, 1956, 1959-1960, 1960-1961)
- De 2 ori câștigător al Cupei României (1952, 1955)

## Cariera ca antrenor
Deși a fost un mare portar, Toma nu a fost un antrenor de succes. A antrenat numai echipe din ligile inferioare și echipe de tineret.